# هارفي فايرستين
هارفي فايرستين (بالإنجليزية: Harvey Fierstein)‏ مواليد 6 يونيو 1954 في بروكلين، نيويورك، الولايات المتحدة، هو ممثل وكاتب مسرحي أمريكي بدأ مسيرته الفنية سنة 1983.

## الأعمال
- شيرز
- الحصاد
- السيدة داوتفاير
- رصاص في برودواي
- يوم الاستقلال
- لاري ساندريس شو
- ذا غود وايف
- ساترداي نايت لايف
- عائلة سيمبسون
- مولان
- كينغدوم هارتس II
- فاميلي غاي
- كيف قابلت أمكما
- بوجاك هورسمان

## الجوائز
| السنة | الجائزة                  | الفئة                                                      | النتيجة |
| ----- | ------------------------ | ---------------------------------------------------------- | ------- |
| 1983  | جائزة توني               | أفضل ممثل في مسرحية                                        | فوز     |
| 1983  | جائزة دراما ديسك         | جائزة دراما ديسك لـ أفضل ممثل في مسرحية                    | فوز     |
| 1992  | جائزة الإيمي برايم تايم  | جائزة الإيمي برايم تايم لـ أفضل ممثل مساعد في مسلسل كوميدي | رُشِّح     |
| 2003  | جائزة توني               | أفضل أداء من ممثل رئيسي في مسرحية موسيقية                  | فوز     |
| 2003  | جائزة دراما ديسك         | جائزة دراما ديسك لـ أفضل ممثل في عمل موسيقي                | فوز     |
| 2003  | جائزة أوتر كريتيكس سيركل | أفضل ممثل في عمل موسيقي                                    | رُشِّح     |
| 2003  | جائزة دراما ليغ          | أفضل أداء                                                  | فوز     |

## روابط خارجية
- هارفي فايرستين على موقع IMDb (الإنجليزية)
- هارفي فايرستين على موقع الموسوعة البريطانية (الإنجليزية)
- هارفي فايرستين على موقع روتن توميتوز (الإنجليزية)
- هارفي فايرستين على موقع ألو سيني (الفرنسية)
- هارفي فايرستين على موقع ميوزك برينز (الإنجليزية)
- هارفي فايرستين على موقع تيرنر كلاسيك موفيز (الإنجليزية)
- هارفي فايرستين على موقع أول موفي (الإنجليزية)
- هارفي فايرستين على موقع قاعدة بيانات برودواي على الإنترنت (الإنجليزية)
- هارفي فايرستين على موقع قاعدة بيانات الأفلام السويدية (السويدية)
- هارفي فايرستين على موقع إن إن دي بي (الإنجليزية)